# Søslaget mellem Rygen og Bornholm
Søslaget mellem Rygen og Bornholm var et søslag mellem den danske og svenske flåde den 7. juli 1565 i forbindelse med Den Nordiske Syvårskrig.

## Optakt til søslaget og styrkeforhold
Den danske flåde under kommando af nyudnævnte admiral Otte Rud var lettet fra København den 2. juli og kom nordfra for nordvestlig vind. Den svenske flåde under admiral Klas Kristersson Horn stod ud fra Tromper Wiek på Rygen med vinden for bagbord halse.
Otte Rud holdt straks af med sit flagskib "Jægermesteren", 84 kanoner og 1000 mand, men fulgtes kun af 5-6 danske skibe i denne manøvre. Han gik selv direkte i kamp med Klas Horns flagskib "St. Erik", 120 kanoner, og dette uanset svenskerne også havde et overtal på 13 skibe.

## Dansk offensiv og kapitulation
I begyndelsen af slaget blev det svenske skib "Gripen" skudt i sænk, svenske "Hector" blev oversejlet og sank, og "Leyonet" blev skudt i brand. Det danske skib "Kristoff", under kommando af Niels Trolle (* 1520; en yngre broder til Herluf Trolle), havde også fået en hård medfart; helt galt gik det for "Kristoff", da det søgte læ under "Jægermesteren", som i tykningen af krudtrøg og brand troede det var en svensker og gav ham hele bredsiden på få meters afstand. "Kristoff" sank hurtigt med den døende eller dræbte Niels Trolle om bord, der havde fået begge sine ben skudt af. Næstkommanderende, som nu var chef på "Kristoff", fik folkene i bådene, roede ufortrødent over og entrede det nærmeste svenske skib "Sankt Jørgen", som de overtog efter en morderisk nærkamp.
Det brændende svenske skib "Leyonet" drev nu mod klyngen af kæmpende danske skibe og tvang dem derved til at forlade "Jægermesteren", som stadig var i hidsig kamp med "St. Erik" og flere andre mindre svenske skibe. Det danske skib "Svenske Jomfru", (erobret ved Elfsborg i 1563 og nu med broderen Erik Ruds flag) var også kommet i brand, og måtte holde af for at slukke ilden.
Fra da af vendte lykken sig fra Otte Rud. Han signalerede adskillige gange til de øvrige danske og lybske skibe om at komme til undsætning, men grundet personlig modvilje og måske fejhed undlod flere af skibscheferne at komme deres nye admiral til hjælp, og svigtede derved både deres ære og pligt.
Otte Rud kæmpede heltmodigt videre trods overmagten, og at han selv var blevet såret, men måtte stryge flaget ca. klokken 22.30, da der kun var ca. 100 kampdygtige mænd tilbage af de oprindelige 1000 mand. Han blev taget til fange og ført til Stockholm om bord på "Jægermesteren", hvor han sammen med de andre overlevende under stor ydmygelse blev ført i triumftog gennem gaderne til ære for kong Erik XIV.
Erik XIV tiltalte Otte Rud groft og hånligt, sandsynligvis fordi Rud trods alt havde tilføjet den svenske flåde store skader. Rud svarede frimodigt: "Jeg har slået for Konge og Fødeland til det Yderste, men Lykken er ustadig; i gaar lå hun for min Dør, i dag for min Fiendes". I raseri greb Kong Erik sin kårde for at støde den i Otte Rud, men det lykkedes dog Klas Horn at holde sin konge tilbage med ordene, at "Otte Rud snarere fortiente Ros end Dadel for det giæve Forhold"
Otte Rud kom aldrig tilbage til Danmark, han døde senere samme år af pest under sit fangenskab i Stockholm.

## Tab
Slaget må mest betegnes som en svensk sejr, men med enorme tab på begge sider, i alt ca. 6.000 mand.
Danske tab: Ca. 4.000 mand, to større skibe (Jægermesteren erobret og Kristoff sunket)
Svenske tab: Ca. 2.000 mand, et stort skib og fire mindre (St. Jørgen erobret, Hector, Gripen, Leyonet og Kalmar Barken alle sunkne)